# Ke Pauk
Pour les articles homonymes, voir Pauk.
Ke Pauk (1934-2002) était un militaire cambodgien, responsable khmer rouge particulièrement sanguinaire. Son ralliement au gouvernement de Hun Sen et sa mort lui ont évité d'avoir à rendre compte de ses crimes.

## Biographie
De son vrai nom Ke Vin, il est né en 1934 à Baray, dans la province de Kompong Thom, au nord du Cambodge . 
En 1949, à 15 ans, après avoir vu son village rasé par les troupes françaises, il rejoint les forces indépendantistes des khmers issarak.
En 1954, après le départ des Français, il sort de sa forêt mais est arrêté par la police de Norodom Sihanouk et condamné à 6 ans de prison.
Relâché en 1957, il se marie avec Sou Sœun qui lui donnera six enfants. C’est à ce moment qu’il aurait été contacté par un secrétaire du Parti révolutionnaire du peuple khmer (PRPK), ancêtre du Parti communiste du Kampuchéa, pour rejoindre leur mouvement. Un voisin se souvient de Vin comme « vendant de l’alcool, achetant des poulets et se livrant à des activités politiques » à Baray.
En 1964, après avoir été victime de violences policières, il reprend le maquis. Un témoin assista à ces débuts de l’insurrection khmère rouge locale. « 54 hommes et femmes » munis de 2 carabines et réunis en secret dans la forêt de Bos Pauk. Vin prit le pseudonyme de Pauk, en référence à ce premier repaire.
Une nuit d’avril 1968, les rebelles frappèrent et tuèrent 7 personnes dans trois villages. Pauk venait de débuter dans une carrière qui allait l’amener au sommet de la hiérarchie d’un des régimes les plus sanguinaires du XXe siècle.
Quand, en 1970, la guerre du Viêt Nam s’étend au Cambodge, Koy Thuon dirigeait les maquis khmers rouges de la zone nord. Pauk devint son commandant militaire. Il s’en prenait aux troupes de Lon Nol soutenues par les États-Unis, mais aussi aux communistes vietnamiens. 
Les bombardements des B52 américains qui tuèrent plus de 150 000 paysans cambodgiens connurent leur apogée en 1973. Pauk sut profiter de ces bombardements pour assoir son pouvoir et en arriva même à faire de l’ombre à Thuon.
Un de ses soldats a décrit les règles fixées alors par Pauk : « Dans la région de Kompong Thom, l’organisation était dirigée par des hommes très rigoureux … Leur discipline était très dure ; il y avait de nombreuses exécutions … Les statues de Bouddha avaient été détruites et les pagodes laïcisées … il y avait des camps pour les femmes, d’autres pour les enfants, pour les jeunes filles, les jeunes hommes ; les repas étaient pris en commun et les rations ne contenaient que du potage de riz, sans viande … Il était interdit aux enfants de respecter leurs parents, aux moines de prier, aux maris de vivre avec leurs femmes. » Ces règles rappellent celles qui seront mises plus tard en place dans l’ensemble du Kampuchéa démocratique de Pol Pot.
En 1973, les forces du nord investirent Kompong Cham et déportèrent les 15 000 habitants vers la campagne. Au début de l’année suivante, les unités de Pauk furent redéployées vers Phnom Penh et Oudong, l’ancienne capitale royale. Des milliers de paysans en profitèrent pour fuir vers Kompong Thom, alors aux mains des troupes de Lon Nol. « Nous étions obligés de travailler très dur et ne recevions rien » expliquaient-ils. Les habits noirs étaient obligatoires et les exécutions courantes. Les minorités ethniques devaient être « dispersées » . Un ordre spécifique à la zone nord interdisait de laisser les Chams musulmans « concentrés à un seul endroit » . 
En 1974, les forces commandées par Pauk et celle du Sud-Ouest sous les ordres de Mok occupèrent Oudong. Un paysan se rappelle : « 40 000 personnes furent envoyés dans toutes les directions. Les Khmers rouges brûlèrent toutes les maisons. »
La victoire khmère rouge fut parachevée le 17 avril 1975 avec la prise de Phnom Penh. Les forces de Pauk participèrent alors à l’évacuation des 2 millions d’habitants.
Quand, en 1976, Thuon accède au ministère du commerce, Pauk devient secrétaire du parti pour la zone nord. 
Le vent tourne pour Thuon, qui est arrêté en 1977 et exécuté. Ses partisans sont alors éliminés dans la zone nord par Pauk, qui en profite pour installer une dizaine de membres de sa famille aux postes clés. 
De l’autre côté du Mékong, à l’est, des musulmans chams s’étaient révoltés depuis 1975. Un dirigeant de cette zone se plaignit à Pol Pot de l’impossibilité d’exécuter « la stratégie de dispersion telle que décidée par vous, frère, et discutée avec nous ». Pol Pot aurait ordonné de disséminer  150 000 Chams de l’est dans les zones du nord et du nord-ouest. Mais les fonctionnaires de Pauk repoussèrent les 50 000 Chams qu’on leur avait envoyés. Ils « refusèrent catégoriquement de prendre en charge des musulmans », acceptant « uniquement de purs Khmers ». Dans un message à Pol Pot, Pauk se justifia en les dénonçant comme des ennemis de l’Angkar. 
Il fut nommé chef adjoint d’état major, sous les ordres de Ta Mok.
En 1977, Pauk transféra ses forces à l’est, en vue d’envahir le Sud-Viêt Nam. C’est à cette occasion que Pol Pot le rejoint pour adresser à la troupe sa harangue « Chaque Cambodgien se doit de tuer 30 Vietnamiens … »
Mais des rivalités internes empêchèrent de mettre le plan à exécution. En mai 1978, de concert avec les forces de Mok et celles du centre aux ordres de Pol Pot, ses hommes massacrent les suspects de l’administration et de la population de la zone est. Lors de ce qui reste le plus grand crime de masse de l’histoire du Cambodge, ils assassinent près de 100 000 personnes. C’est aussi à cette époque qu’il accède au comité central du parti, puis, en novembre, au comité permanent.
L’invasion vietnamienne de janvier 1979 met un terme à ce régime de terreur ; ce qu’il reste des derniers Khmers rouges s’enfuient dans les forêts proches de la frontière thaïlandaise. Ke Pauk est rendu responsable de la déroute et on lui retire tous ses pouvoirs. 
En 1985, on lui demande même de quitter les rangs de l’armée khmère rouge.
En 1996, Ieng Sary, ancien adjoint de Pol Pot rejoint les rangs du Premier ministre Hun Sen en échange d’un « pardon ». Soupçonnant d’autres défections à venir, Pol Pot fait assassiner Son Sen, son chef de la sécurité. Craignant de subir le même sort, Ta Mok fait arrêter Pol Pot.
À son tour, en mars 1998, Ke Pauk se rallie aux forces gouvernementales et devient conseiller du ministre de la défense avant, en janvier 1999 de se voir octroyer le grade de général de brigade des forces armées royales khmères. Alors que les dernières factions se délitent, Pol Pot meurt le 15 avril 1998 à l’âge de soixante-neuf ans, officiellement d'une crise cardiaque.
Un an plus tard, les forces gouvernementales, en capturant Ta Mok, sonnent le glas du mouvement khmer rouge.
Le 15 février 2002, Ke Pauk s’éteint à son domicile d’Anlong Veng, manifestement de mort naturelle.

## Sources et références
1. 1 2  (en) Documentation Center of Cambodia - « Ke Pauk »(Archive.org • Wikiwix • Archive.is • Google • Que faire ?), accédé en août 2009.
2. 1 2 3 4 5 6  (en) Documentation Center of Cambodia – Autobiography of Ke Pauk, Accédé en Septembre 2009
3. 1 2 3 4 5 6 7 8 9 10 11 12  (en) Ben Kiernan - Guardian - Ke Pauk, One of Pol Pot's leading military commanders, he was responsible for the murders of many thousands of Cambodians, but escaped justice 21 février 2002
4. 1 2 3 4  (fr) Solomon Kane (trad. de l'anglais par François Gerles, préf. David Chandler), Dictionnaire des Khmers rouges, IRASEC, février 2007, 460 p. (ISBN 9782916063270), « KE (Vin) », p. 188 - 190
5. ↑  Henri Locard, Pourquoi les Khmers rouges, Paris, Éditions Vendémiaire, coll. « Révolutions », 13 février 2013, 352 p. (ISBN 9782363580528, présentation en ligne), « L'Angkar », p. 109
6. ↑  Henri Locard, Pourquoi les Khmers rouges, Paris, Éditions Vendémiaire, coll. « Révolutions », 13 février 2013, 352 p. (ISBN 9782363580528, présentation en ligne), « L'Angkar », p. 110
7. ↑  (fr) Alain Lebas, « Les Khmers rouges montrent Pol Pot mort : L'initiateur du génocide cambodgien serait décédé d'une crise cardiaque », Libération,‎ 17 avril 1998 (lire en ligne)
8. ↑  (en) BBC News Online, 17 février 2002, Khmer Rouge commander buried